# Нарф
Франциско Хавиер Перез Вазкез (24. април 1968 — 15. новембар 2016), познатији као Нарф, био је галицијски певач и композитор.

## Биографија
Рођен је 24. априла 1968. године у Силеди.
Преминуо је 15. новембра 2016. године у Сантијагу де Кампостели.

## Каријера
Препознат је по снажној личности и оригиналности свог рада, и желео је да се укључи у рок структуре различитих звучних утицаја. Изванредан је композитор звучних записа за позоришне и друге емисије, који комбинује овај аспект са комедијом у различитим позоришним улогама.
Сарађивао је са многим другим уметницима и остављао је своју музику широм света, показујући своју посвећеност галицијској култури, а такође је и осећао дубок афинитет за афричком музиком.
Био је члан бенда Os Quinindiolas и Nicho Varullo, у позоришној компанији Chévere, а касније у Psicofónica de Conxo где је био познат и као Фран Перез.